# Gaspar Álvarez
Gaspar Álvarez (Madrid, 1704-1759) fue un jesuita y matemático español. Su obra más importante son los Elementos geométricos de Euclides, editados en 1739 con introducción de José Cassani. La obra fue texto oficial del Seminario de Nobles donde Gaspar Álvarez era profesor de matemáticas. Los Elementos geométricos son un compendio de los XII libros de los Elementos, alterando el orden de las proposiciones, procurando un rigor lógico en la demostración.